# Rajkovec
Rajkovec je přírodní památka v katastrálním území obce Horné Srnie v okrese Trenčín v Trenčínském kraji na Slovensku. Území bylo vyhlášeno v roce 1992 a jeho rozloha je 0,94 hektaru. Předmětem ochrany je prameništní pastvina s velkým zastoupením vstavačovitých rostlin, zejména s bohatou populací prstnatce Fuchsova (Dactylorhiza fuchsii).